# 平均红细胞体积
平均红细胞体积（mean corpuscular volume、mean cell volume，簡稱MCV）是指人体单个红细胞的平均体积，通常是间接计算得到。

## 计算公式
平均红细胞体积 ＝ {\displaystyle {\dfrac {Hct}{RBC}}}。
举例说明推理过程：
某男性，红细胞比容为0.5，红细胞计数5.0×1012/L，则
平均红细胞体积 ＝ {\displaystyle {\frac {\mbox{Total Volume of RBCs}}{\mbox{Number of RBCs}}}}
在1L全血中，红细胞总体积（Total Volume of RBCs） ＝ 全血总体积 × 红细胞比容 ＝ 1L × 0.5 ＝ 0.5L
在1L全血中，红细胞总数（Number of RBCs） ＝ 1L × 5.0 × 1012/L ＝ 5.0 × 1012个
因此，平均红细胞体积 ＝ {\displaystyle {\frac {0.5}{5.0\times 10^{12}}}} ＝ 1×10-13L = 100fL
临床方便的计算公式是：
平均红细胞体积(fL) ＝ {\displaystyle {\frac {Hct}{RBC}}} × 1000
- 注：Hct为分数形式，RBC以1012/L计。